# Brabants bont

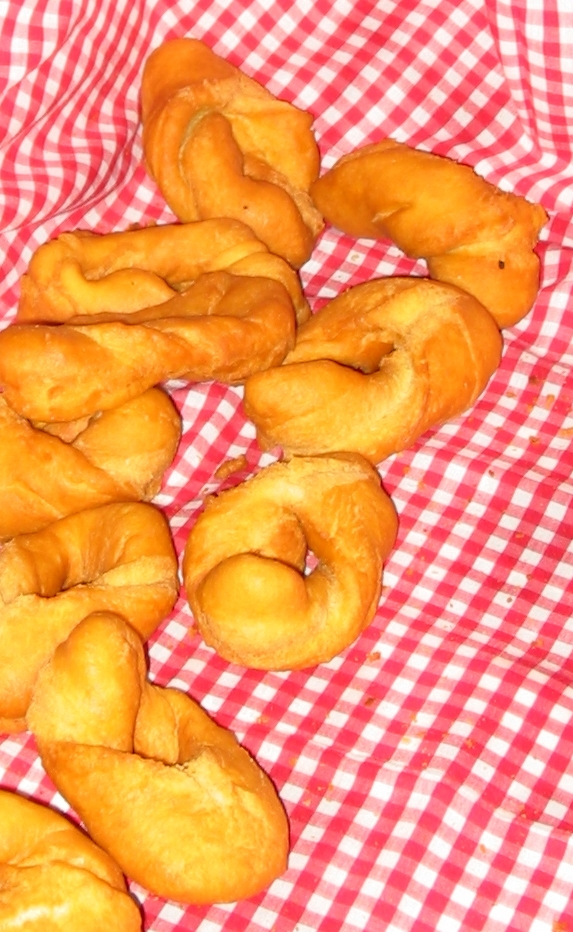
Gebak in een met Brabants bont bekleed mandje

Brabants bont is een in Nederland bekend motief in geweven textiel. Het ontstaat doordat schering en inslag beide uit witte en rode draden bestaan. Hierdoor toont de stof rode, witte en lichtrode blokken. Het patroon kan - in andere culturen - andere kleuren hebben: ook blauw en wit komt veel voor. De afmetingen van deze blokjes variëren per object, maar dikwijls liggen deze tussen de 8 en 15 millimeter. Langs de rand van een doek worden de kleuren vaak op kortere afstand afgewisseld, waardoor daar rechthoeken ontstaan. 
Het motief is vooral bekend vanwege het gebruik op keukengordijntjes zoals toegepast voor de keukenramen in de boerderijen van het Brabantse platteland. Ook wel om de ruimte onder de gootsteen, het “gootsteenkastje”, met de daar opgeslagen materialen uit het zicht te houden.
Het motief wordt ook op veel andere materialen en bij veel andere toepassingen gebruikt. Zoals servetten, tafelkleden, inpakpapier, op textiel enzovoort, maar wordt vooral geassocieerd met de keuken en het picknicken.

## Niet specifiek Brabants
Het bontmotief dat in Nederland bekendstaat als Brabants, is in meer landen bekend. Hierdoor is de oorsprong niet met zekerheid vast te stellen. Volgens onderzoek zou de herkomst ook kunnen liggen in Beieren, Noord-Italië of Zweden. In Engeland staat het patroon bekend als Gingham. In Frankrijk wordt de stof naar de plaats Vichy genoemd.
Buiten Europa, waar het ook een specifieke betekenis kan hebben:
- India
- Japan: Spiritueel. Een Boeddhabeeld dat met dit stofmotief omhuld is kan bijvoorbeeld het graf van een kind aanduiden.
- Indonesië: Symboliek van goed en kwaad.
- Zuid-Afrika: Toegepast bij schooluniformen.
- Masai en Samburu uit Afrika: Beweren het al duizenden jaren te kennen.
- Burkina Faso en Ghana: de Dagara-clan

Overigens zijn er nog veel meer landen waar het motief een zekere bekendheid geniet.
Het motief is ook gebruikt voor de trouwjurk van Brigitte Bardot.